# Phrurotimpus bernikerae
Espèce
Phrurotimpus bernikerae est une espèce d'araignées aranéomorphes de la famille des Phrurolithidae.

## Distribution
Cette espèce est endémique de Floride aux États-Unis,. Elle se rencontre dans la péninsule.

## Description
La femelle holotype mesure 1,83 mm et le mâle paratype 1,45 mm.

## Étymologie
Cette espèce est nommée en l'honneur de Lily Berniker.

## Publication originale
- Platnick, 2019 : The guardstone spiders of the Phrurotimpus palustris group (Araneae, Phrurolithidae). American Museum Novitates, no 3944, p. 1-29.